# Österreichisches Jüdisches Museum
 (mars 2023).
Si vous disposez d'ouvrages ou d'articles de référence ou si vous connaissez des sites web de qualité traitant du thème abordé ici, merci de compléter l'article en donnant les références utiles à sa vérifiabilité et en les liant à la section « Notes et références ».

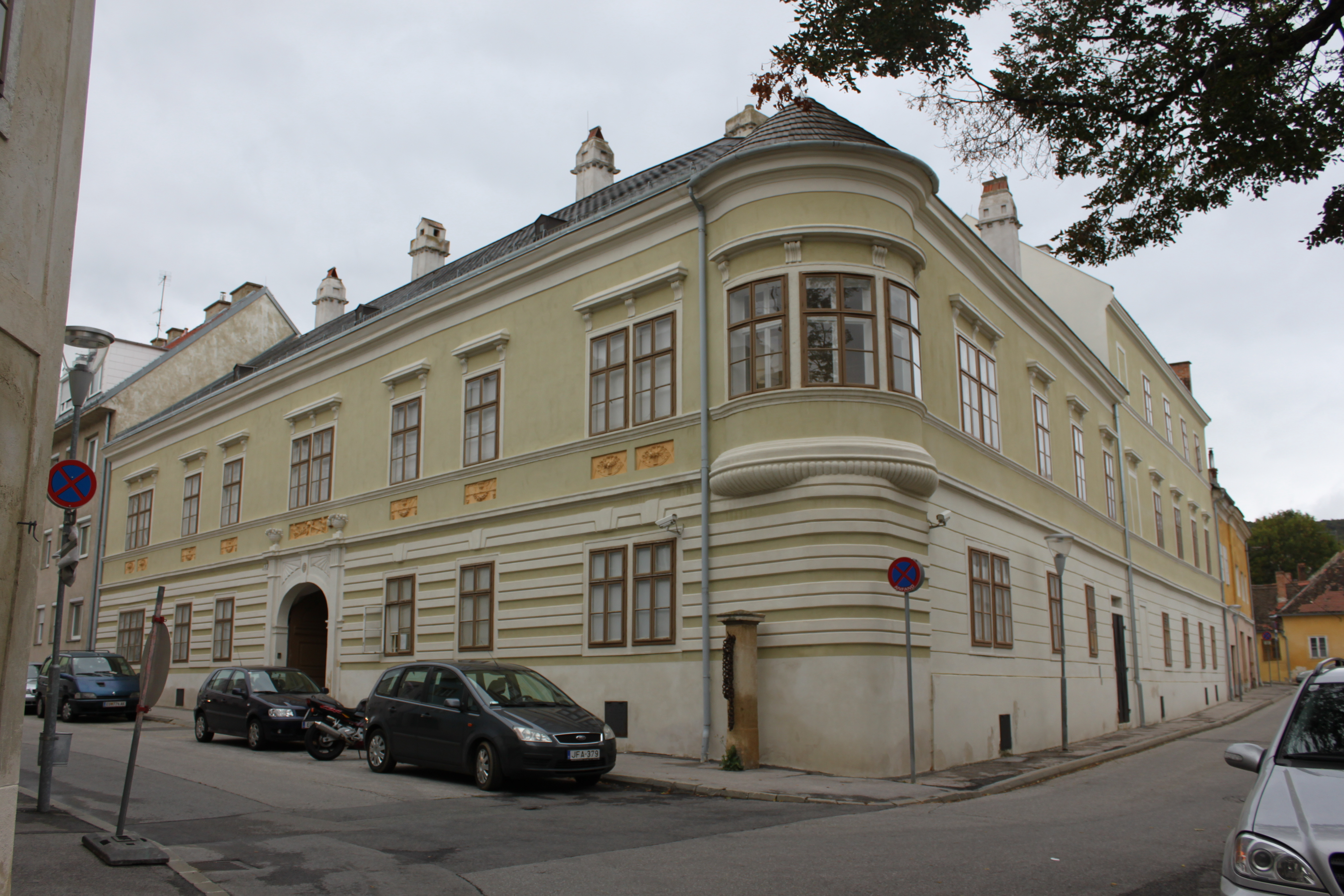
Entrée du musée

Le Österreichisches Jüdisches Museum (en français : Musée juif autrichien) est une institution autrichienne, ouverte en 1972, située à Eisenstadt en Autriche.
Le musée est localisé dans l'ancien hôtel particulier de Samson Wertheimer (1658 - 1724) dans ce qui était le Judengasse, le quartier juif de la ville.
Il est possible d'y visiter une petite synagogue privée qui est l'une des rares dans le monde germanophone, à ne pas avoir été endommagée lors de la Nuit de Cristal de 1938.
L'établissement aborde l'histoire et la culture des juifs d'Autriche et de Hongrie via un espace d'exposition, une salle multimédia, un auditorium et une bibliothèque.

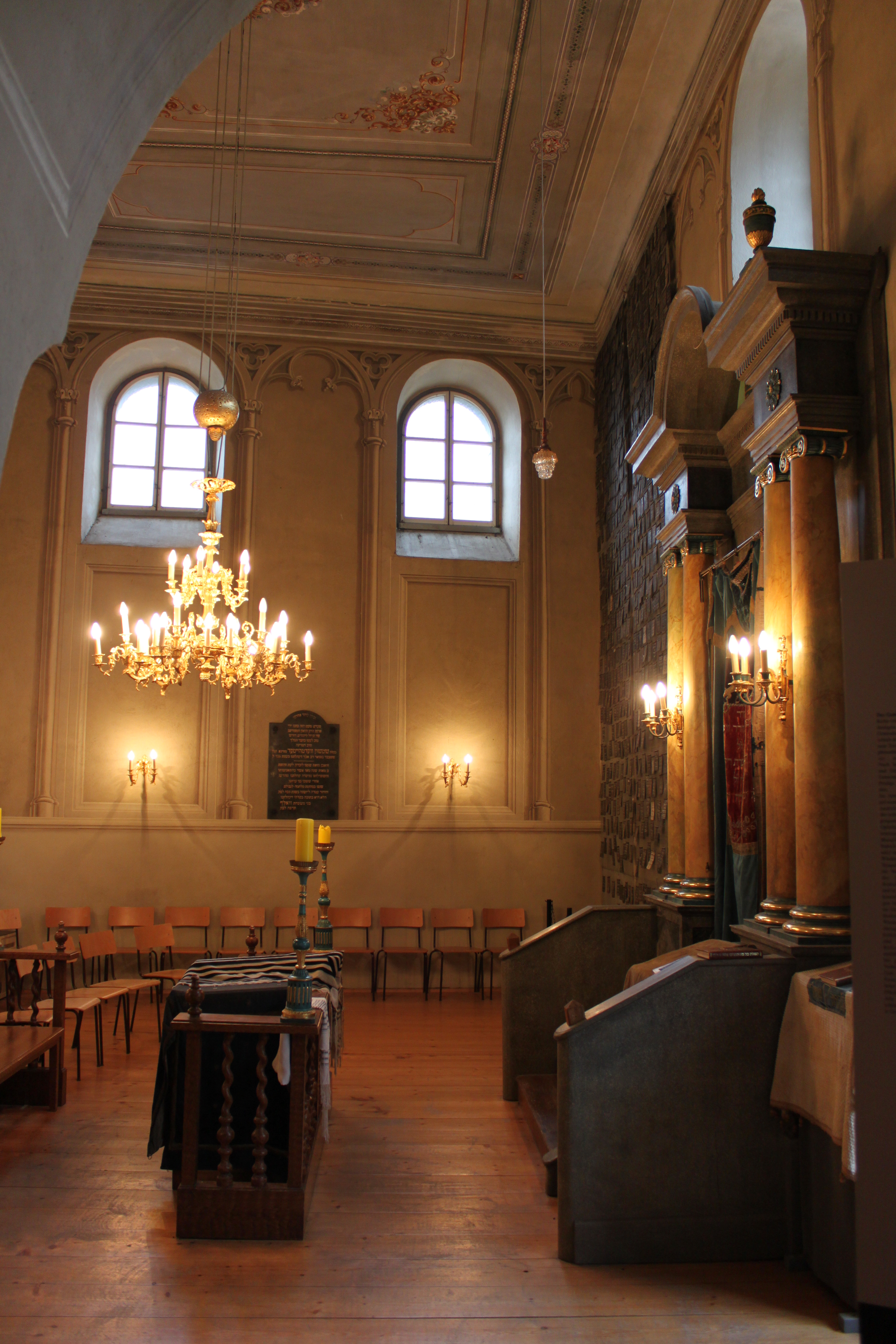
Synagogue privée de Samson Wertheimer.